# Lichonycteris
Lichonycteris é um gênero de morcego na família Phyllostomidae. As espécies do gênero são nativas da América do Sul e América Central.

## Espécies
- L. degener (Miller, 1931)[2]
- L. obscura (Thomas, 1895)